# Gabriele Schor

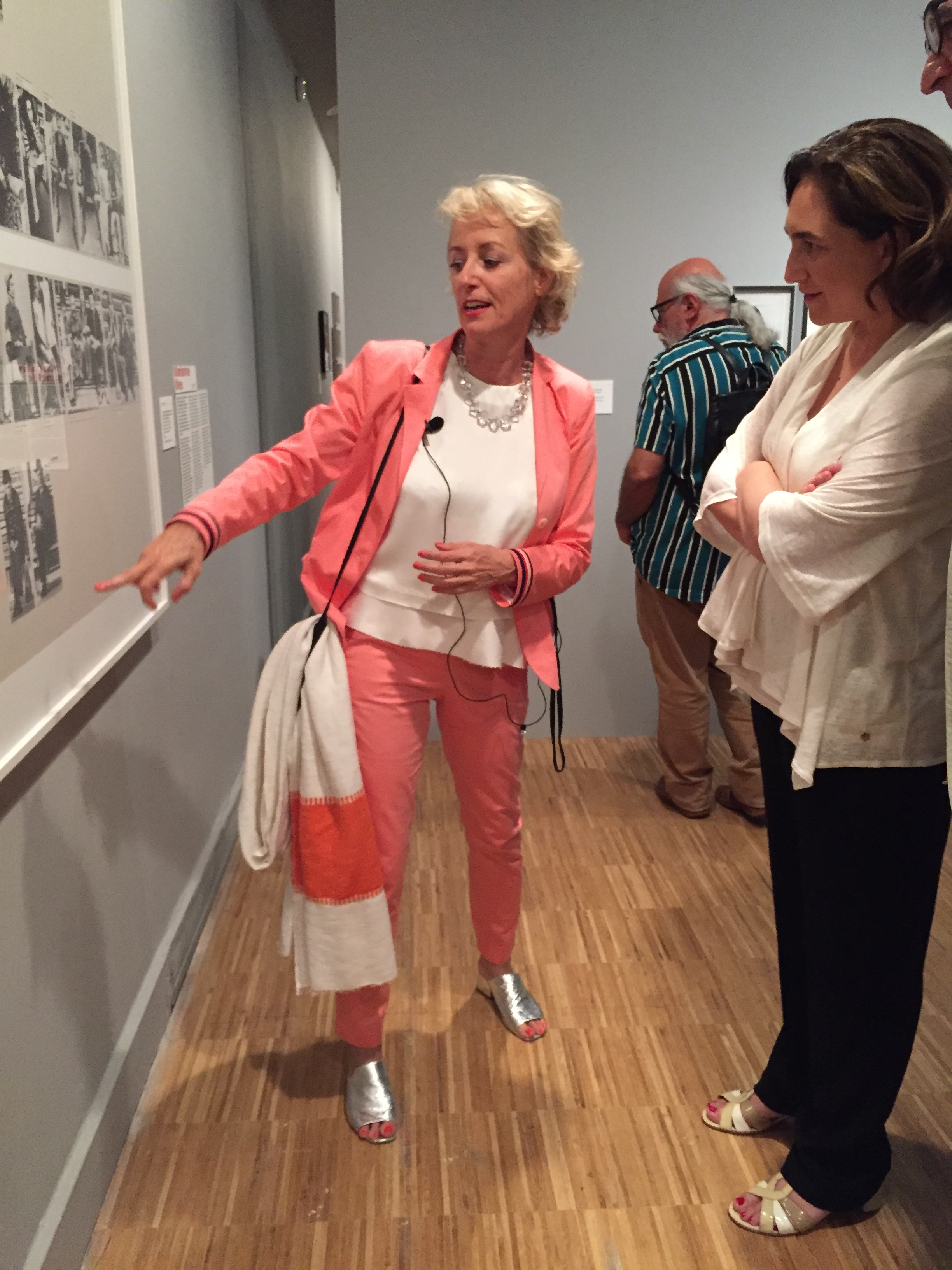
Gabriele Schor (links) mit Ada Colau (rechts) im Juli 2019 in Barcelona

Gabriele Schor (* 17. April 1961 in Wien) ist eine österreichische Kunstkritikerin und Kuratorin. Seit 2004 ist sie Gründungsdirektorin der Sammlung Verbund, Wien.

## Leben und Wirken
Gabriele Schor studierte Philosophie und promovierte mit einer Arbeit über Alberto Giacometti. Sie arbeitete zunächst in der Tate Gallery, London; 1996 kuratierte sie eine Barnett-Newman-Ausstellung u. a. für die Staatsgalerie Stuttgart und die Albertina in Wien. Sie war sieben Jahre für die Neue Zürcher Zeitung in Wien als Korrespondentin und Kunstkritikerin tätig. Zugleich lehrte sie moderne Kunst und Kunstkritik an den Universitäten Graz, Salzburg und Wien. Seit 2004 ist Gabriele Schor die Gründungsdirektorin der Sammlung Verbund in Wien mit den Schwerpunkten ‚Feministische Avantgarde der 1970er-Jahre’ und die ‚Wahrnehmung von Räumen und Orten’. Gemeinsam mit zahlreichen Wissenschaftlerinnen und Kuratorinnen gab sie Künstlerinnen-Monografien heraus. Im Jänner 2012 veröffentlichte sie den Catalogue raisonné zum Frühwerk von Cindy Sherman, der in enger Zusammenarbeit mit Sherman entstanden ist.
Gabriele Schor hat seit 2004 die Kollektion feministischer Kunst der zweiten Hälfte des 20. Jahrhunderts aufgebaut und die Ausstellungsreihe „Feministische Avantgarde“ entwickelt. Sie brachte den Begriff „Feministische Avantgarde“ mit der gleichnamigen Publikation in den kunsthistorischen Diskurs ein, um die Pionierleistung dieser Künstlerinnen der 1970er Jahre hervorzuheben. Sie versteht darunter ein wichtiges Phänomen der Kunstgeschichte der 1970er Jahre: die Emanzipation von Künstlerinnen, die ihr eigenes und selbstbestimmtes Bild der Frau in einer von Männern dominierten Kunstwelt neu schufen. Diese Künstlerinnen reflektierten, kommentierten und transformierten in ihren Arbeiten stereotype weibliche Rollenbilder und soziale Erwartungen an Frauen. Sie nutzten dafür oft neue(re) Medien und Kunstformen wie Fotografie, Experimentalfilm, Videokunst, Performance und Aktion, Collage, Raum-Installation.

## Ausstellungen international
- Held Together with water. Kunst der SAMMLUNG VERBUND, Wien, MAK-Museum für angewandte Kunst, Wien (2007)
- Suyun Bir Arada Tuttugu. Verbund Kleksiyou´ndan Sanat. Held Together with water. Kunst der SAMMLUNG VERBUND, Wien, Museum Istanbul Modern, Istanbul (2008)
- Donna: Avanguardia femminista negli anni '70, Galleria Nazionale d’Arte Moderna, Rom (2010)
- Birgit Jürgenssen – Erste Retrospektive. Kooperation Bank Austria Kunstforum/SAMMLUNG VERBUND, Wien (2010/2011)
- open spaces | secret places. Werke aus der SAMMLUNG VERBUND, Wien, Museum der Moderne Salzburg (2012)
- Cindy Sherman. Das Frühwerk 1975–1977, Centre de la photographie Genève (2012)
- MUJER. La vanguardia feminista de los anos 70, PHotoEspana, Circulo de bellas Artes, Madrid (2013)
- Cindy Sherman. Das Frühwerk 1975–1977, Kunst Meran, Italien (2013)
- WOMAN. The Feminist Avant-garde from the 1970s. Works from the SAMMLUNG VERBUND collection, Vienna, BOZAR Center for Fine Arts, Brüssel (2014)[4]
- WOMAN. The Feminist Avant-garde from the 1970s. Works from the SAMMLUNG VERBUND collection, Vienna, Mjellby Konstmuseum, Halmstadgruppens Museum, Schweden (2014)
- Francesca Woodman / Birgit Jürgenssen. Werke aus der SAMMLUNG VERBUND, Wien, Kunst Meran, Italien (2015)
- Feministische Avantgarde der 1970er-Jahre. Werke aus der SAMMLUNG VERBUND, Wien, Hamburger Kunsthalle, Hamburg (2015)[5]
- open spaces | secret places. Werke aus der SAMMLUNG VERBUND, Wien, BOZAR Center for Fine Arts, Brüssel (2016)
- Feminist Avant-Garde of the 1970s. Works from the SAMMLUNG VERBUND Collection, Vienna, Photographers' Gallery, London (2016–2017)[6]
- WOMAN. Feministische Avantgarde der 1970er-Jahre. Werke aus der SAMMLUNG VERBUND, Wien, MUMOK museum moderner kunst stiftung ludwig, Wien (2017)[7]
- Feministische Avantgarde der 1970er Jahre aus der Sammlung Verbund, Wien, Zentrum für Kunst und Medien (ZKM), Karlsruhe (2017/18)[8]
- WOMAN. The Feminist Avant-Garde of the 1970s. Works from the SAMMLUNG VERBUND collection, Vienna, Stavanger Art Museum (2018)[9]
- Feminist Avant-garde / Art of the 1970s, SAMMLUNG VERBUND Collection, Vienna, The Brno House of Arts, Brünn (2018/2019)[10]
- L’Avantguarda Feminista dels anys 70. Obres de la VERBUND COLLECTION, Viena, CCCB - Centre de Cultura Contemporània de Barcelona (2019)
- FEMALE SENSIBILITY. Feministische Avantgarde aus der SAMMLUNG VERBUND, Wien, Kunstmuseum LENTOS, Linz (2021/2022)

## Ausstellungen in der Vertikalen Galerie, Wien
- Double Face, Werke der SAMMLUNG VERBUND, Wien (2008)
- Birgit Jürgenssen, Werke der SAMMLUNG VERBUND, Wien (2009)
- Real Estates: Werke der SAMMLUNG VERBUND, Wien (2010)
- Loan Nguyen - Prinzip Zartgefühl, Werke der SAMMLUNG VERBUND, Wien (2011)
- Cindy Sherman. Das Frühwerk 1975–1977, Werke der SAMMLUNG VERBUND, Wien (2012)
- open spaces | secret places. Werke der SAMMLUNG VERBUND, Wien (2013)
- Francesca Woodman. Werke der SAMMLUNG VERBUND, Wien (2014)
- my private world. Werke der SAMMLUNG VERBUND, Wien (2014)
- Renate Bertlmann. Amo Ergo Sum. Werke der SAMMLUNG VERBUND, Wien (2016)
- Louise Lawler. SHE'S HERE. Werke aus der SAMMLUNG VERBUND, Wien. (2018/19)
- FEMINISTISCHE AVANTGARDE. MADE IN AUSTRIA. Werke aus der SAMMLUNG VERBUND, Wien (2020)

## Autorin und Herausgeberschaft
- mit Ulrike Gauss: Barnett Newman – Die Druckgraphik 1961–1969. Hatje Cantz, Ostfildern 1996, ISBN 3-7757-0605-4.
- Held together with water. Kunst aus der SAMMLUNG VERBUND, Wien. Hatje Cantz, Ostfildern 2007, ISBN 978-3-7757-1952-0.
- mit Abigail Solomon-Godeau: Birgit Jürgenssen / SAMMLUNG VERBUND, Wien. Hatje Cantz, Ostfildern 2009, ISBN 978-3-7757-2460-9.
- Donna: Avanguardia Femminista Negli Anni ’70 dalla SAMMLUNG VERBUND di Vienna. Mondadori Electa, Mailand 2010, ISBN 978-88-370-7414-2.
- mit Heike Eipeldauer: Birgit Jürgenssen. Prestel, München 2011, ISBN 978-3-7913-5103-2.
- Cindy Sherman. Das Frühwerk 1975–1977. Catalogue Raisonné. Hatje Cantz, Ostfildern 2012, ISBN 978-3-7757-2980-2.
- open spaces│secret spaces. Werke aus der SAMMLUNG VERBUND, Wien. Museum der Moderne Salzburg Mönchsberg Verlag, 2013, ISBN 978-3-86335-266-0.
- mit Elisabeth Bronfen (Hrsg.): Francesca Woodman. Werke der SAMMLUNG VERBUND. Verlag der Buchhandlung Walther König, Köln 2014, ISBN 978-3-86335-352-0.
- Feministische Avantgarde. Kunst der 1970er-Jahre aus der SAMMLUNG VERBUND, Wien. Prestel Verlag, München 2015, ISBN 978-3-7913-5445-3.
- mit Jessica Morgan (Hrsg.): Renate Bertlmann. Works 1969–2016. Ein subversives Politprogramm Prestel Verlag, München 2016, ISBN 978-3-7913-5530-6.
- open spaces│secret spaces. Werke aus der SAMMLUNG VERBUND. BOZAR BOOKS & SAMMLUNG VERBUND, Vienna 2016, ISBN 978-90-74816-50-2.
- erweiterte Neuauflage: Feministische Avantgarde. Kunst der 1970er-Jahre aus der SAMMLUNG VERBUND, Wien. Prestel Verlag, München 2016, ISBN 978-3-7913-5627-3.
- Feminist Avant-Garde, Art of the 1970s. The SAMMLUNG VERBUND Collection, Vienna. Prestel Verlag, München 2016, ISBN 978-3-7913-5446-0.
- Louise Lawler: Selected and Related. Works by Louise Lawler acquired by the SAMMLUNG VERBUND Collection, Vienna & Others. Verlag der Buchhandlung Walter König, Köln 2018, ISBN 978-3-96098-451-1.